# Bengtagölen
Bengtagölen är en sjö i Jönköpings kommun i Småland och ingår i Motala ströms huvudavrinningsområde. Bengtagölen ligger i Råbyskogens Natura 2000-område.